# Dystrykt Manzini
Dystrykt Manzini – jeden z 4 dystryktów w Królestwie Eswatini, znajdujący się w centralno-zachodniej części kraju. Jego stolicą jest Manzini. Inne miasta: Malkerns, Mhlambanyatsi. Dystrykt dzieli się na 16 tinkhundla.

## Demografia
Dystrykt Manzini jest najludniejszym dystryktem w państwie. Według spisu powszechnego z 2007r. zamieszkiwało go 319 530 mieszkańców.
Zmiana liczby ludności w latach 1966 - 20071:
1Źródłó:http://www.statoids.com/usz.html